# Prostantheroideae
Prostantheroideae, potporodica medićevki. Sastoji se od desetak rodova,  a ime je dobila po rodu Prostanthera.

## Razlike među tribusima
Jedna karakteristika novog roda Brachysola (opisan 2000.) koja se ne nalazi ni u jednom plemenu potporodice Prostantheroideae je njezin zvjezdasti indumentum. Prisutnost razgranatih dlaka smatra se primarnim znakom koji razdvaja Chloantheae od Westringieae u morfološkom kladogramu (Cantino 1992), ali se ne pravi razlika između zvjezdastih i dendritičkih dlaka. Dendritičke dlake vrlo su rijetke u Westringieae, ali su poznate u nekoliko vrsta kao što je Hemigenia macrantha F. Muell. U Chloantheae, dendritične dlake su česte u svim rodovima osim u Brachysola. 

## Rodovi
1. Tribus Westringieae Bartl.
  1. Prostanthera Labill. (112 spp.)
  2. Westringia Sm. (32 spp.)
  3. Hemiandra R. Br. (7 spp.)
  4. Hemigenia R. Br. (55 spp.)
  5. Microcorys R. Br. (21 spp.)
2. Tribus Chloantheae Benth. & Hook.f.
  1. Brachysola Rye (2 spp.)
  2. Apatelantha T. C. Wilson & Henwood (5 spp.)
  3. Physopsis Turcz. (2 spp.)
  4. Newcastelia F. Muell. (9 spp.)
  5. Lachnostachys Hook. (5 spp.)
  6. Muniria N. Streiber & B. J. Conn (4 spp.)
  7. Dasymalla Endl. (5 spp.)
  8. Quoya Gaudich. (8 spp.)
  9. Pityrodia R. Br. (20 spp.)
  10. Dicrastylis J. L. Drumm. ex Harv. (31 spp.)
  11. Cyanostegia Turcz. (5 spp.)
  12. Hemiphora (F. Muell.) F. Muell. (5 spp.)
  13. Chloanthes R. Br. (4 spp.)